# Cuartelazo
Cuartelazo es un filme mexicano en blanco y negro del director Alberto Isaac, filmado en 1976 y estrenado en 1977, que muestra el golpe de Estado de Victoriano Huerta al gobierno de Francisco I. Madero, en lo que se conoce como la Decena Trágica.

## Sinopsis
Este filme narra uno de los episodios de la Revolución mexicana, la Decena Trágica. Se inicia con la exhumación realizada en el Panteón de Coyoacán, en la que se encuentran presentes diversas autoridades, así como el hijo del senador Belisario Domínguez -que se encontraba desaparecido hacia un año antes-, y que reconoce entre los cuerpos el de su padre.
se hace una retrospectiva de los acontecimientos de febrero de 1913, en la que durante el traslado de Domínguez y su familia a la Ciudad de México, son informados que el general Bernardo Reyes, Manuel Mondragón y Félix Díaz se levantaron en contra del gobierno maderista y que tomaron Palacio Nacional, tomando el cargo Victoriano Huerta.
Venustiano Carranza, en representación del Senado, declara que Huerta no puede asumir el poder ejecutivo conforme lo dictado en la Constitución. En respuesta, Huerta impide que se divulgue tal disposición. A la vez que Belisario Domínguez se convierte en senador, el movimiento armado estalla.
Por su parte Huerta se entrevista con el embajador de los Estados Unidos, Henry Lane Wilson, para pedir que su gobierno sea reconocido, estando presente la invasión norteamericana en las costas de Veracruz. Domínguez se opone a dichas acciones y es apresado el 6 de octubre de 1913 y asesinado.
En la cinta, se recreó como el general Victoriano Huerta envió a asesinar al presidente Francisco I. Madero y al vicepresidente José María Pino Suárez. También se plasmaron algunos episodios de la vida cotidiana de Huerta., mostrándose las contradicciones del personaje.

## Recepción
Al ser un filme de tinte histórico, la crítica se centró en que se "compromete" con una visión del acontecimiento, en este caso con el papel que tuvo Belisario Domínguez en el mismo. Sin embargo, se exaltó el hecho de retomar la confabulación realizada en la Embajada estadounidense como una parte fundamental de la Decena Trágica. También, se distinguió a la cinta por la humanización de los personajes implicados.

## Reparto
- Héctor Ortega - Belisario Domínguez[2]
- Bruno Rey - General Victoriano Huerta
- Arturo Beristáin - Sebastían Quiroga
- Eduardo López Rojas - General Villista
- José Ángel Espinosa 'Ferrusquilla' - Manuel Gutiérrez Zamora
- Alejandro Parodi - José Ma. Iglesias Calderón
- Ignacio Retes - Coronel revolucionario
- Carlos Castañón - Teniente Díaz
- Delia Casanova - Soldadera
- Manuel Dondé - Jesús Fernández (boticario)
- Ramón Menéndez	- Venustiano Carranza
- Ricardo Fuentes - Juez
- Roberto Dumont - Sr. Lind
- Christa Walter - Sra. Lind
- Mario Castillón - Aldape
- Armando Pascual - Gerente
- Armando Pacheco - Presidente de senado
- Francisco Llopis - Senador
- Miguel Ángel Ferriz - Ricardo
- Abel Woolrich - Capitán